# Ruta 4103
Die Ruta 4103 ist eine Gemeindestraße im südamerikanischen Andenstaat Bolivien.

## Streckenführung
Die Straße hat eine Länge von 81 Kilometern und liegt in den nordwestlichen Ausläufern der Cordillera Oriental, über weite Strecken zwischen der Cordillera de Cocapata und dem Río Cocapata, und bewegt sich auf der gesamten Strecke im Municipio Cocapata.
Die Ruta 4103 verläuft von Südosten nach Nordwesten im nordwestlichen Teil des Departamento Cochabamba und ist ein Abzweig von der Ruta 4101 bei der Laguna Toro, sie endet in der Ortschaft Cocapata.

## Straßenabschnitte
- Municipio Cocapata
  - km 000: Ruta 4101 Cruce Toro Lagunas
  - km 011: Peñas
  - km 022: Pajchanti
  - km 039: Calientes
  - km 056: Chorito
  - km 061: San Rafael
  - km 081: Cocapata